# Sei passeggiate nei boschi narrativi
Sei passeggiate nei boschi narrativi è un libro di Umberto Eco, pubblicato per la prima volta nel 1994, prima dalla Harvard University Press e subito dopo da Bompiani.

## Descrizione
Nato come sei lezioni delle "Charles Eliot Norton Lectures", nell'anno accademico 1992-93 dell'Università di Harvard, il libro si occupa di retorica dei processi narrativi con esempi tratti dagli scrittori Italo Calvino, Achille Campanile, Carolina Invernizio, Gustave Flaubert, Ian Fleming, le teorie sull'intelligenza artificiale di Roger Schank, Gérard de Nerval, l'atto di lettura secondo Wolfgang Iser, Mickey Spillane, Edgar Allan Poe, Alexandre Dumas e la topografia parigina, Alessandro Manzoni, nonché alcuni film hollywoodiani, i concetti di mondo possibile e di opera aperta, il falso e i Protocolli dei Savi di Sion e il problema generale della credibilità dei testi narrativi e di modalità e aspettative con cui si leggono i romanzi come fossero attraversamenti di un bosco ("Il bosco è una metafora per il testo narrativo; non solo per testi fiabeschi, ma per ogni testo narrativo").

## Contenuto
Il testo è diviso in sei capitoli, corrispondenti alle sei conferenze della serie.
Il primo, Entrare nel bosco, inizia con l'osservazione che in ogni testo narrativo il lettore è sempre presente, anche come componente della storia stessa. Ogni finzione narrativa costruisce un mondo, ma di questo mondo non può dire tutto (il testo è una "macchina pigra"), perché se tentasse di farlo non finirebbe più: dunque è il lettore che deve colmare i vuoti. Poi esamina i diversi ruoli coinvolti nella narrazione, introduce i concetti di lettore modello e autore modello e li distingue dall'autore empirico, dal lettore empirico e dal narratore. Il lettore modello è il lettore-tipo per cui il testo è pensato, che il testo "prevede come collaboratore, ma che anche cerca di creare". L'autore modello "si manifesta come strategia narrativa, come insieme di istruzioni che ci vengono impartite a ogni passo", che stabilisce le regole del gioco, e il lettore modello è "colui che sa stare a questo gioco".
Il secondo, I boschi di Loisy, introduce la distinzione tra lettore modello di primo livello, che vuol sapere come andrà a finire la storia, e lettore modello di secondo livello, che tenta di capire la strategia narrativa messa in atto dall'autore modello. Espone la distinzione tra fabula, intreccio e racconto, richiama i concetti di analessi (o flashback, qualcosa che è accaduto prima del tempo in cui si narra) e prolessi (anticipazione, cioè qualcosa che è accaduto dopo il tempo in cui si narra). Poi analizza il racconto Sylvie, di Gérard de Nerval, e ne mostra l'uso sofisticato di questi artifici narrativi e come, per il lettore di secondo livello, sia possibile individuarne la strategia narrativa e lo svolgersi degli eventi che formano la fabula.
Il terzo, Indugiare nel bosco, tratta dei tempi della narrazione: tempo della fabula, tempo del racconto, tempo della lettura, che in genere non coincidono, e mostra come con l'uso accorto di questi tempi il testo possa ottenere effetti di suspense, di rallentamento e di accelerazione. Conclude con un esempio (l'incipit dei Promessi Sposi) di come un testo possa rendere efficacemente l'idea dello spazio in modo quasi geografico.
Il quarto, I boschi possibili, introduce il concetto di patto finzionale, o sospensione dell'incredulità: l'autore finge che ciò che racconta sia vero, e il lettore finge di crederlo vero.
Un testo narrativo costruisce un mondo finzionale di cui non dice tutto; il lettore deve far riferimento al mondo reale, e presumere che ciò che il testo non dice sia "corrispondente alle leggi e alla situazione del mondo reale" (in breve, "i mondi narrativi sono parassiti del mondo reale"). I mondi finzionali mettono però in secondo piano la maggior parte di ciò che sappiamo del mondo reale: un mondo finzionale è un ambiente finito, simile al mondo reale, ma più povero, in cui possiamo muoverci e imparare, come in un gioco, a dare un senso a ciò che accade nel mondo reale.
Esplora poi i complessi rapporti che si instaurano tra mondi finzionali e mondo reale. Il principio di fiducia non vale solo per i mondi finzionali, ma anche per quello reale, perché gran parte di ciò che noi sappiamo di esso lo sappiamo da altri: "il modo in cui accettiamo la rappresentazione del mondo reale non è diverso dal modo in cui accettiamo la rappresentazione del mondo possibile rappresentato da un libro di finzione"; la differenza sta nel grado di fiducia che vi accordiamo. Decidere cosa considerare vero o falso nel mondo reale può essere difficile; in un mondo finzionale questo può apparire più facile, ma vi sono esempi in cui accade il contrario. In un testo narrativo l'autore presuppone il mondo reale come sfondo della propria invenzione; a volte deve anche fornire al lettore informazioni sul mondo reale che probabilmente il lettore non conosce, e che sono necessarie per la comprensione della storia. Ma a volte queste informazioni possono essere errate, e allora in quale misura possono essere considerate reali?
Il quinto, Lo strano caso di via Servandoni, riprende il problema posto alla fine della precedente, e lo esplora attraverso un esempio tratto dai Tre Moschettieri di Alexandre Dumas, romanzo ambientato a Parigi nel 1625. Qui Dumas cita una via (Rue Servandoni) che a quell'epoca non poteva esistere, perché il personaggio a cui è intitolata non era ancora nato. Si tratta evidentemente di un errore dell'autore, ma ciò dà origine a una situazione ambigua e "imbarazzante": leggendo attentamente il testo si conclude che rue Servandoni era in realtà Rue des Fossoyeurs, altra via citata nel romanzo. Ma il testo dice che Aramis abitava in Rue Servandoni (che non esisteva), e che D'Artagnan pensava a Rue des Fossoyeurs (dove lui stesso abitava) e a Rue Servandoni come a due strade diverse: una situazione che per un personaggio all'interno del romanzo è inspiegabile. Eco osserva che il lettore modello dei Tre Moschettieri non è tenuto a conoscere chi fosse Servandoni e può ignorare il particolare senza danni. Ma allora si pone il problema di quale sia la conoscenza del mondo reale che un dato lettore modello deve possedere. Il testo non dice esplicitamente quale sia; scoprirlo significa scoprire la strategia dell'autore modello. E ciò che noi facciamo con un testo finzionale è, in un ambito più ristretto, simile a ciò che facciamo quando tentiamo di comprendere il mondo, se esso sia governato da regole e quali, se esso abbia uno o più autori o creatori, e chi e come essi siano.
Il sesto, Protocolli fittizi, esamina "alcuni casi in cui siamo portati a mescolare finzione e realtà, a leggere la realtà come se fosse finzione e la finzione come se fosse realtà". Osserva che, posti davanti a una narrazione, a partire da essa costruiamo un universo dotato di coerenza interna, e solo dopo decidiamo se sia da intendere come una descrizione dell'universo reale o di un mondo immaginario. Dunque la distinzione tra narrativa naturale (di eventi realmente accaduti) e narrativa artificiale (di eventi fittizi) non è affatto netta, e non esistono segnali incontrovertibili di finzionalità. A volte elementi e personaggi finzionali vengono proiettati sulla realtà e trattati come veri. Certi personaggi fittizi acquistano una sorta di indipendenza dal testo che li ha creati, ed "emigrano" in altri testi. A certi personaggi fittizi viene attribuita un'esistenza reale quando diventano oggetti di culto.
Affronta poi un altro fenomeno: la nostra tendenza a costruire la vita come un racconto. Cita alcune teorie secondo cui "il nostro modo normale di render conto dell'esperienza quotidiana prende la forma di una storia". Noi non viviamo nell'immediato presente, ma "colleghiamo cose ed eventi mediante il collante della memoria, personale e collettiva", e siamo portati a confonderle. Allora la finzione "ci offre la possibilità di esercitare senza limiti quella facoltà che noi usiamo sia per percepire il mondo sia per ricostruire il passato", e per questo ci affascina così tanto.
A volte può accadere che "interpretiamo la vita come finzione, e che nell'interpretare la realtà vi inseriamo elementi finzionali". Un esempio di ciò, che Eco definisce "terribile", è la genesi dei Protocolli dei Savi Anziani di Sion, falso libello antisemita di cui Eco ricostruisce le evidenti fonti romanzesche: tutti potevano accorgersi che si trattava di finzione, ma molti lo credettero vero.

## Traduzioni
Il libro, scritto in inglese e tradotto in italiano dall'autore,  è stato tradotto anche in tedesco, portoghese, finlandese, olandese, greco (1994), polacco, turco, ungherese (1995), francese, giapponese (1996), romeno, moravo, spagnolo, ceco (1997), coreano (1998), sloveno (1999), cinese (2000), arabo (2001), russo, albanese (2002), serbo (2003), croato (2005), danese (2006) ed estone (2009).

## Edizioni
- Six Walks in the Fictional Woods, Cambridge, Harvard U.P., 1994
- Sei passeggiate nei boschi narrativi, Milano, Bompiani, 1994, ISBN 88-452-2228-4